# Arnhems Oorlogsmuseum 40-45
Het Arnhems Oorlogsmuseum 40-45 is een particulier museum gewijd aan de Tweede Wereldoorlog, met name in en rond Arnhem. Het museum is opgericht op 24 mei 1994 door Eef Peeters. Het museum is gevestigd in de voormalige School met den Bijbel in Schaarsbergen en georganiseerd als een stichting. Het is niet opgenomen als erkend museum in het museumregister.

## Collectie
De collectie is de grootste en tevens publiekelijk toegankelijke particuliere verzameling in Europa van geallieerde en Duitse wapens, uniformen, documenten en vele niet-militaire voorwerpen, zoals rantsoenbonnen en oorlogskranten, die een indruk geven van het dagelijks leven uit die tijd. Het museum toont tevens diorama’s met authentiek materiaal. Daarnaast bezit het museum een aantal militaire voertuigen en grote wapens, waaronder een Russische T-34 tank die voor het museum staat opgesteld, en een aantal kanonnen en houwitsers.
Het logo van de bevrijders van Arnhem, de Polar Bear Division, is tevens het handelsmerk van het museum. De Polar Bear Division was een Engels legeronderdeel dat op dat moment onder Canadees bevel opereerde.